# Oddbods
Oddbods és una sèrie de televisió de comèdia animada per ordinador de Singapur et Regne Unit produïda per One Animation et Moonbug Entertainment. La sèrie se centra en set personatges: Bubbles, Pogo, Newt, Jeff, Slick, Fuse i Zee, que porten vestits peluts de diferents colors. Els personatges emeten sons, però no hi ha diàlegs, la qual cosa fa que la sèrie sigui fàcilment traduïble i internacional. S'ha emès al canal Super3 i posteriorment diverses vegades al SX3.
La sèrie va debutar el 2014, i la primera temporada va acabar el 2015. Cada temporada té 60 episodis. La segona temporada va seguir el 2016. La tercera temporada es va estrenar el 4 d'abril de 2022 a Netflix. Cada episodi és relativament breu i s'han emès diversos formats, inclosos episodis d'un, cinc i set minuts.
La sèrie ha guanyat diversos premis des del seu debut, com els Asian Television Awards, els premis de la revista Apollo, els premis Panda d'Or del Festival de Televisió de Sichuan i els Web TV Asia Awards. El 2017, va ser nominat a un premi internacional Kids Emmy.